# Andrzej Szczeklik
Andrzej Tadeusz Szczeklik, född 29 juli 1938 i Kraków, död 3 februari 2012, var en polsk läkare och forskare, professor på Internmedicinska kliniken på Jagellonska universitetet i Kraków, författare och essäist.

## Biografi
Andrzej Szczeklik föddes i Kraków som son till kardiologen Edward Szczeklik. Andrzej Szczeklik tog läkarexamen 1961 vid Jagellonska universitetet. Efter examen gjorde han ett års internship i USA innan han 1963 började han arbeta på internmedicinska kliniken på Medicinska akademin i Wrocław. Han disputerade 1966 och arbetade sedan i Sverige på Karolinska Institutet och Uppsala universitet och i USA på University of North Carolina.

Szczeklik forskade på kardiopulmonella sjukdomar, aspirininducerad astma och kemiska mediatorer i cirkulations- och andningssjukdomar med särskild inriktning på eikosanoider. Under 1970-talet forskade han på prostacyklin och bidrog till en terapeutisk användning av prostacyklinanaloger. Han framlade 1975 sin hypotes att aspirininducerad astma inte är en allergisk reaktion utan beror på inhibering av enzymet cyklooxygenas (COX-1). 

Januari 1972 blev han chef för Medicinska akademins klinik i Kraków och fick de medicinska fakulteterna att inkluderas i Jagellonska universitetet. Åren 1990–1893 var han rektor för medicinska akademin i Kraków och 1993–1996 prorektor för Collegium Medicum vid Jagellonska universitetet. 

Szczeklik är författare till böckerna ”Katharsis” (2003) och ”Kore” (2007), essäist, samt författare och medförfattare till medicinska läroböcker. 
Han är begravd på Salwatorkyrkogården i Kraków.

## Priser och utmärkelser
- 1995 – Polska läkarsällskapets pris ”Gloria medicinae”.
- 1997 – tidskriften Lancets pris förstapris för sin forskning om genetisk polymorfism av leukotrien C4 syntas och det genetiska anlaget för astma.
- 1995 – hedersmedlem i „The Royal Collage of Physicians” i London för upptäckten av koagulationspåverkan vid hjärtsjukdomar
- 1998 –Stiftelsen för polsk forsknings (Foundation for Polish Science) förstapris för sin forskning om aspirins proppförebyggande verkningsmekanism.
- 1995 – Årets Krakówbo (delat med Józef Tischner).
- 1999 – doktor honoris causa vid Medicinska akademin i Wrocław.
- 2001 – American Academy of Allergy, Asthma and Immunology’s ”The Robert A. Cook Memorial Lectureship”
- 2001 – doktor honoris causa vid Medicinska akademin i Warszawa.
- 2002 – doktor honoris causa vid Śląsks Medicinska akademi i Katowice.
- 2002 – Erhåller priset Månadens Krakówbok Kraków för boken ”Katharsis. Om naturens och konstens läkande kraft”.
- 2003 – doktor honoris causa vid Medicinska universitetet i Łódz.
- 2008 – ”Kore” nomineras till polska litteraturpriset Nike.
- 2008 – priset „Polska språkets ambassadör i skrift” av språkrådet vid Polska vetenskapsakademin.
- 2008 – tilldelades polska orden Ecce Homo.
- 2009 – doktor honoris causa vid Jagellonska universitetet i Kraków.
- 2009 – tilldelades orden Polonia Restituta.